# 吸着等温式
吸着等温式（きゅうちゃくとうおんしき、英: adsorption isotherm）は、気体がある一定温度下で固体に吸着される際の圧力と吸着量の相関関係を表した式である。または溶液中の溶質がある一定温度下で固体に吸着される際の濃度と吸着量の相関関係を表した式である。この場合、圧力を濃度で置き換えた式がそのまま成立する。
理論的な式や経験的な式が数多く提案されている。以下にその代表的な例を示す。

## ヘンリーの吸着等温式
ヘンリーの法則の気体の圧力と溶解量の関係が吸着量にも成立すると考えた吸着等温式である。すなわち吸着量vは圧力pに単純に比例する。均一な表面を持つ吸着剤への低圧領域における吸着挙動に対しては良好に一致する。

## ラングミュアの吸着等温式
アーヴィング・ラングミュアによって1918年に導出された理論的な吸着等温式である。以下のような仮定を持っている。
- 吸着媒には有限な数N の吸着サイトがあり、そこだけで吸着質分子と結合する。
- すべての吸着サイトは等価である。
- 1つの吸着サイトは1つの吸着質分子としか結合しない。
- 空の吸着サイトのM 、気相中の吸着質のS、吸着サイトに結合した吸着質MSの間には、{\displaystyle {\ce {M + S <=> MS}}} の化学平衡が成立する。

上記の化学平衡の平衡定数をK とすると
{\displaystyle K={\frac {N\theta }{N(1-\theta )p}}}
となる。pは圧力、θは吸着されている吸着サイトの割合（被覆率）である。θ = 1 の時の吸着量（飽和吸着量）をvmax とすれば
{\displaystyle v={\frac {v_{\mathrm {max} }pK}{1+pK}}}
これがラングミュアの吸着等温式である。θ = 1 は表面上の吸着サイトがすべて吸着分子に覆われている状態を表すので、θを表面被覆率または被覆率と呼ぶ。
吸着サイトが存在するということは、吸着剤表面に流体分子と特異的に吸着される部分があることを示唆しており、ラングミュア式は化学吸着の挙動や、水素結合のような強い相互作用により分子が吸着するような場合を記述できる式である。

## BETの吸着等温式
ラングミュアの吸着等温式では1つの吸着サイトは1つの吸着質分子としか結合せず表面に単層しか生成しないという仮定があったが、実際には単層ではなく、その上にさらに数層分の分子を吸着しうる。1938年にこの点を拡張した吸着等温式がスティーブン・ブルナウアー(it:Stephen Brunauer)、ポール・エメット、エドワード・テラーによって導出された。この式を各人の名前の頭文字をとってBETの吸着等温式という。
BETの吸着等温式においては{\displaystyle {\ce {{M-S_{\mathit {n}}}+S<=>{M-S_{{\mathit {n}}+1}}}}}の化学平衡を考慮する。そして一層目（n = 0 ）の吸着については吸着熱E1 、二段階目（n > 1）以降の吸着については吸着熱E を放出するとする。すなわち固体表面とじかに接触する一層目の吸着熱を与え、二層目以降には固体表面からの相互作用は働かず、吸着分子同士の相互作用のみが働くと仮定する。これにより二層目以降の吸着熱は吸着質の凝縮熱と等しいとおくことができる。
この結果導出される式は
{\displaystyle {\frac {p/p_{0}}{v(1-p/p_{0})}}={\frac {1}{cv_{1}}}+{\frac {(c-1)p}{cv_{1}p_{0}}}}
p0 はその温度での吸着質の飽和蒸気圧、v1 は仮に二段階目以降の吸着が起こらなかったとした場合の飽和吸着量、c は
{\displaystyle c=c_{0}\exp \left({\frac {E_{1}-E}{RT}}\right)}
c0 は定数であり、R は気体定数、T は絶対温度である。
この式は固体の比表面積を不活性気体の吸着量から算出するのにしばしば用いられる。
比表面積の算出手順の概要は、以下のとおりである。
- 通常は、吸着等温線の測定を吸着させる気体の気化温度付近で行う。例えば、窒素では77 K（−196 ℃）、二酸化炭素では194 K（−79 ℃）とする。従って、p0は測定装置付近の気圧とほぼ等しくなる。
- 吸着等温線の測定結果から p/p0 に対する
{\displaystyle {\frac {p/p_{0}}{v(1-p/p_{0})}}}

をプロットすることができる。
- 低圧域（多くの固体では p/p0 が0.35以下）では、プロットがほぼ直線となるので、その切片と傾きからv1を求めることができる。
- v1と吸着させる気体の液体状態における密度から、表面積を算出する。

このモデル式は多分子層吸着を仮定するため、メソ孔より大きな細孔でしか成立しない。また、二層目以降に働く固体表面からの相互作用を無視しているために、細孔表面積を過大評価する傾向がある。

## Freundlichの吸着等温式
何らかのモデルに基づく式ではないが、経験的に吸着等温線によくフィットするため、工業分野で使用される。
{\displaystyle v=ap^{1/b}}
a, b は実験的に定められる定数である。

## Gibbsの吸着等温式
溶質の濃度と、表面張力の関係は、Gibbs（ギブズ）の吸着等温式で表される。
{\displaystyle \Gamma =-{\frac {C}{RT}}{\frac {d\gamma }{dC}}}

※Γ：溶質の単位面積あたりの吸着量
　C：溶質の濃度
　R：気体定数
　T：絶対温度
　dγ/dC：溶質濃度変化による表面張力変化

## その他の式
- Dubinin 式、Dubinin-Astakhov 式 - ミクロ孔を有する吸着剤に適用できるもので、温度が異なる場合も使用できる[1]。